# گاردن‌سیتی (یوتا)
گاردن‌سیتی (به انگلیسی: Garden City) شهری در ایالت یوتا کشور ایالات متحده آمریکا است که جمعیت آن در سرشماری سال ۲۰۱۰ میلادی، ۵۶۲ نفر بوده‌است.